# 12の戦い
12の戦い（じゅうにのたたかい、ペルシア語: دَوازدَه رُخ Davazdah Rokh ）とは、イランの文学作品シャー・ナーメ（王書）の中の物語で、ペルシアとトゥーラーンの国境における両国の勇者間の戦いである。
シャー・ナーメ全体のおよ60,000の対句のなかで約2,500の対句を占めるこの長い物語は、そのプロット、劇的な描写、また人間性への洞察の観点から、シャー・ナーメの最高の物語の1つと紹介されることもある 。

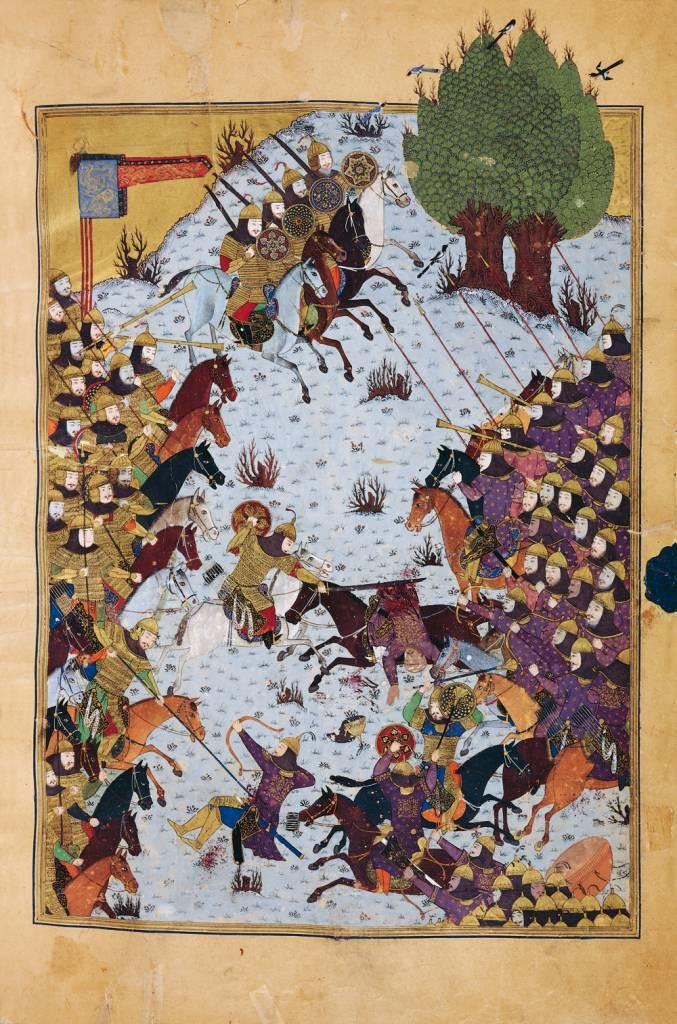
ペルシア軍を率いるカイ・ホスローと、その敵軍であるアフラースィヤーブの指揮下にあるトゥーラーン軍。バヤサンゴール王子（1399–1433）のために1430年作成 。ユネスコ登録遺産。

## 戦いの始まり
カイ・ホスロー王のペルシアとアフラースィヤーブ王のトゥーラーンは、対立状態にあった。ペルシアの勇者たちの長はグーダルズ、トゥーラーンの勇者たちの長はピーラーンである。ピーラーンの兄弟であるフーマンがペルシア軍に挑み、一騎打ちでグーダルズの孫のビージャンに殺され戦いが始まる。2つの軍隊は何度も戦うが、勝敗がつかない。このため最終的に、両国は互いの軍隊の勇者（英雄）間での一騎打ち（ mard o mard ）による戦いに同意し、12の戦いが始まった。

## 双方の勇者による戦い
（ペルシア側）　　　　（トゥーラーン側）
1. ファリーボルズ　対　ゴルバード　ヴィセ
2. ギヴ　対　ゴルイェ　ゼレ
3. ゴラゼ　対　トゥーラーンのスィアマク
4. フォルハル　対　ザンゴラ
5. ロハム　対　バルマン
6. ビジャン 対 　ルーイン
7. ホジィル　対　セパフラム
8. ザンゲイェ　シャヴァラン　対　アフヴァスト
9. ゴルギン　対　アンダリマン
10. バルタ　対　コフラム
11. グーダルズ　対　ピーラーン
12. ゴスタハム　対　ラッハクとファルシャド

すべての戦いにおいて、ペルシア側の勇者が勝利した。最後にグーダルズがピーラーンを殺し、戦争は終了する。他方、ゴスタハムは、ペルシアの王カイ・ホスロ―によりトゥーラーンと戦うためには選ばれなかったが、ピーラーンの兄弟であるラッハクとファルシャドを追いかけ、彼らを殺す。しかし重傷を負い、ビジャンは彼をカイ・ホスローのところに連れて行き、カイ・ホスロ―はゴスタハムの腕に傷を癒す聖なるビーズの腕輪を着用させて命を救う。戦争はトゥーラーンの王アフラースィヤーブの死で終わる。
シャー・ナーメのいくつかの写本では、物語は Yazdah Rokh （11の戦い）と題されており、ゴスタハムとピーラーンの兄弟の間の最後の戦いは数えられていない。
戦争はイランの勝利で終結し、カイ・ホスロー王とグーダルズ率いるペルシア軍に敬意を表する祝祭が開かれた。

## 12の戦いがあった場所
シャー・ナーメによれば、戦いの場所は、イランのホラーサーン州のズィーバッド城またはゴナバードの黒い山の近くの地域であった。

## ギャラリー

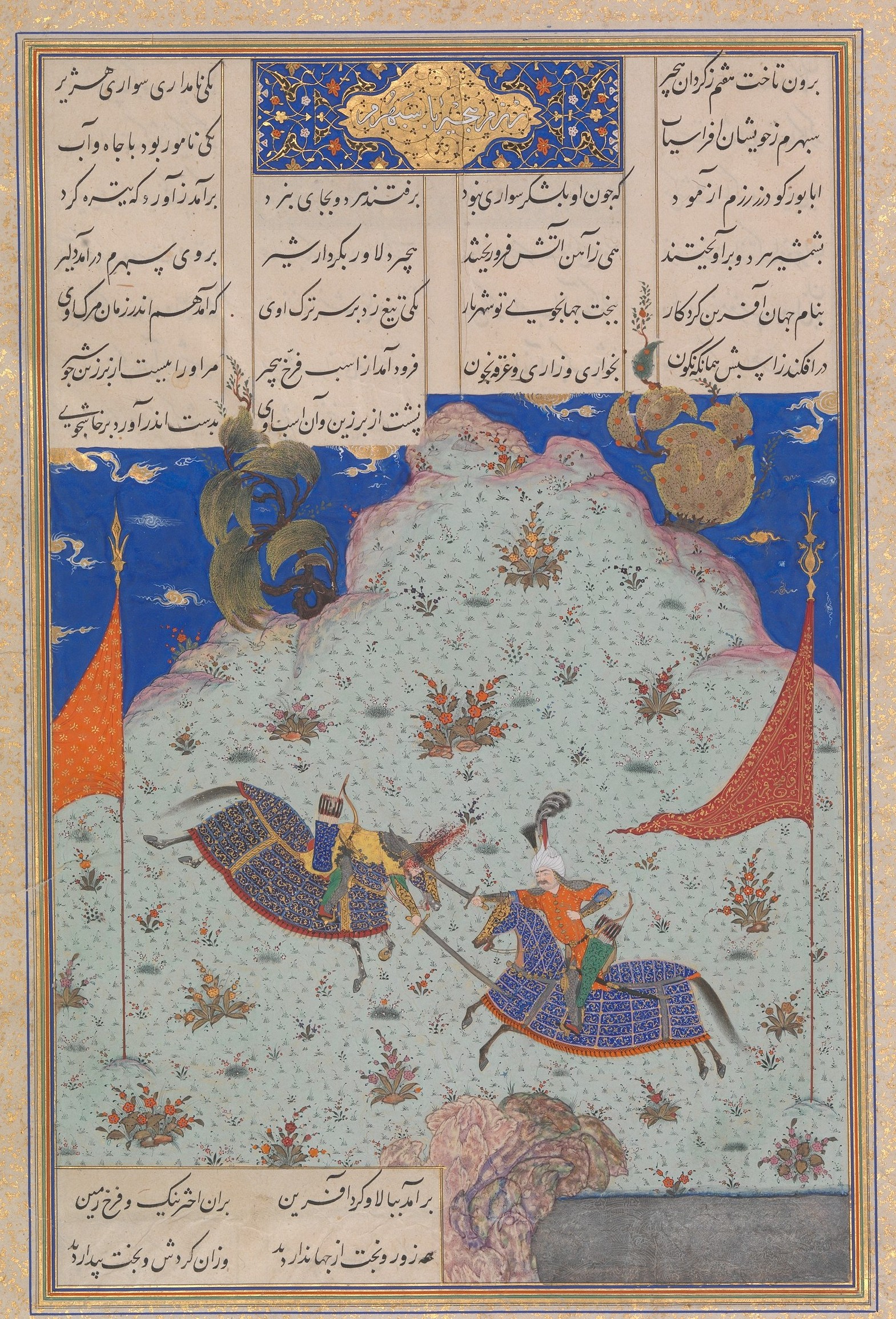
ビジャン対ルーイン
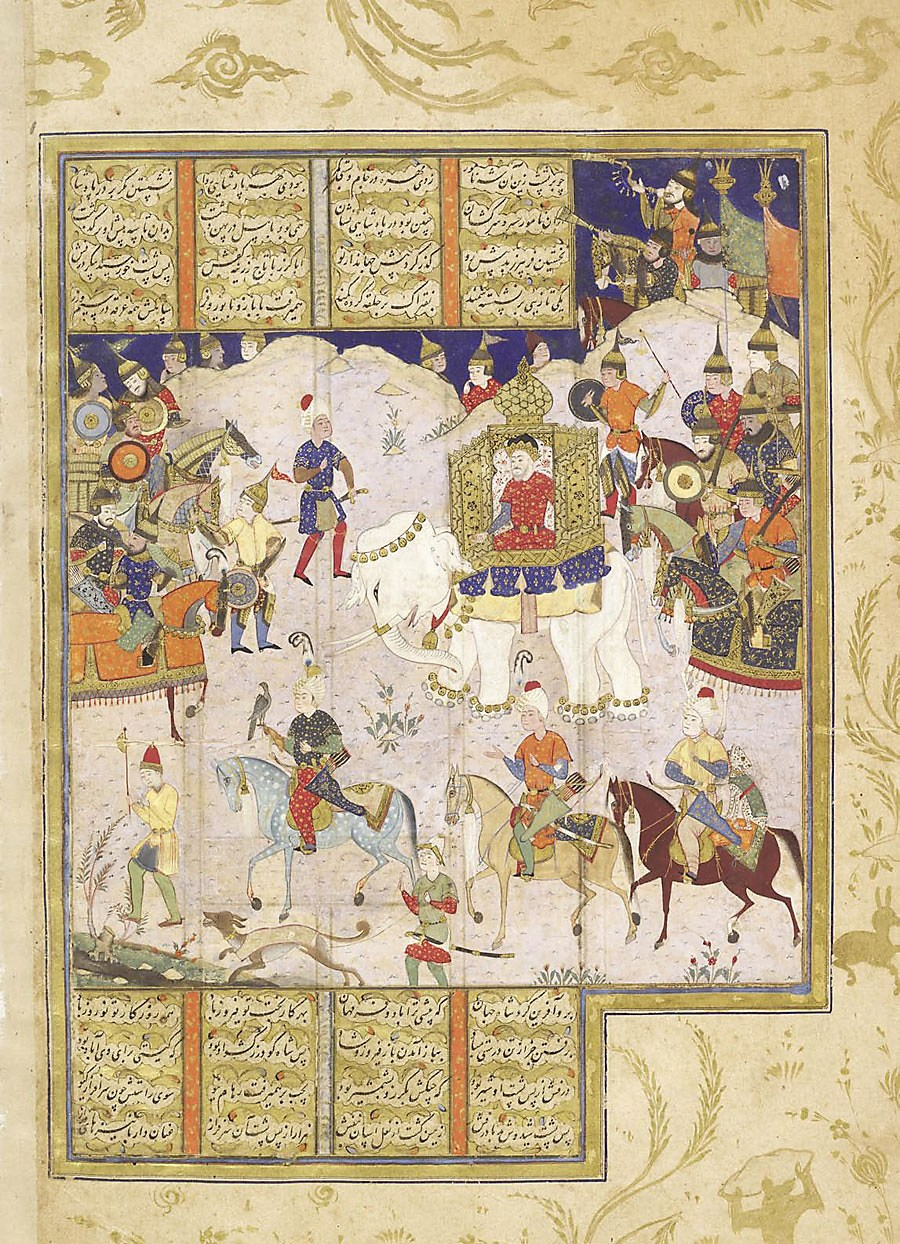
カイ・ホスローの閲兵
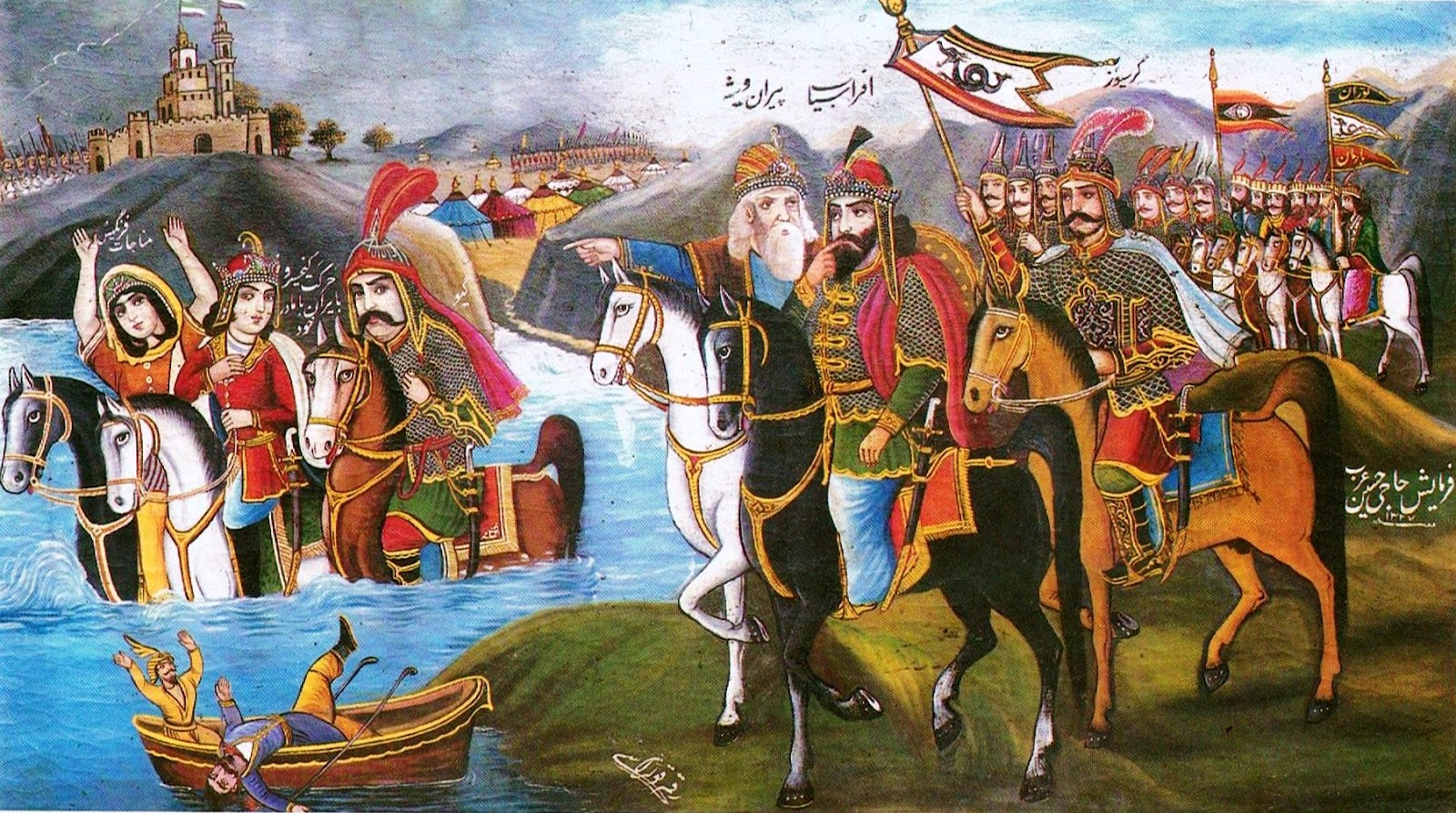
カイ・ホスローのペルシアへの到着
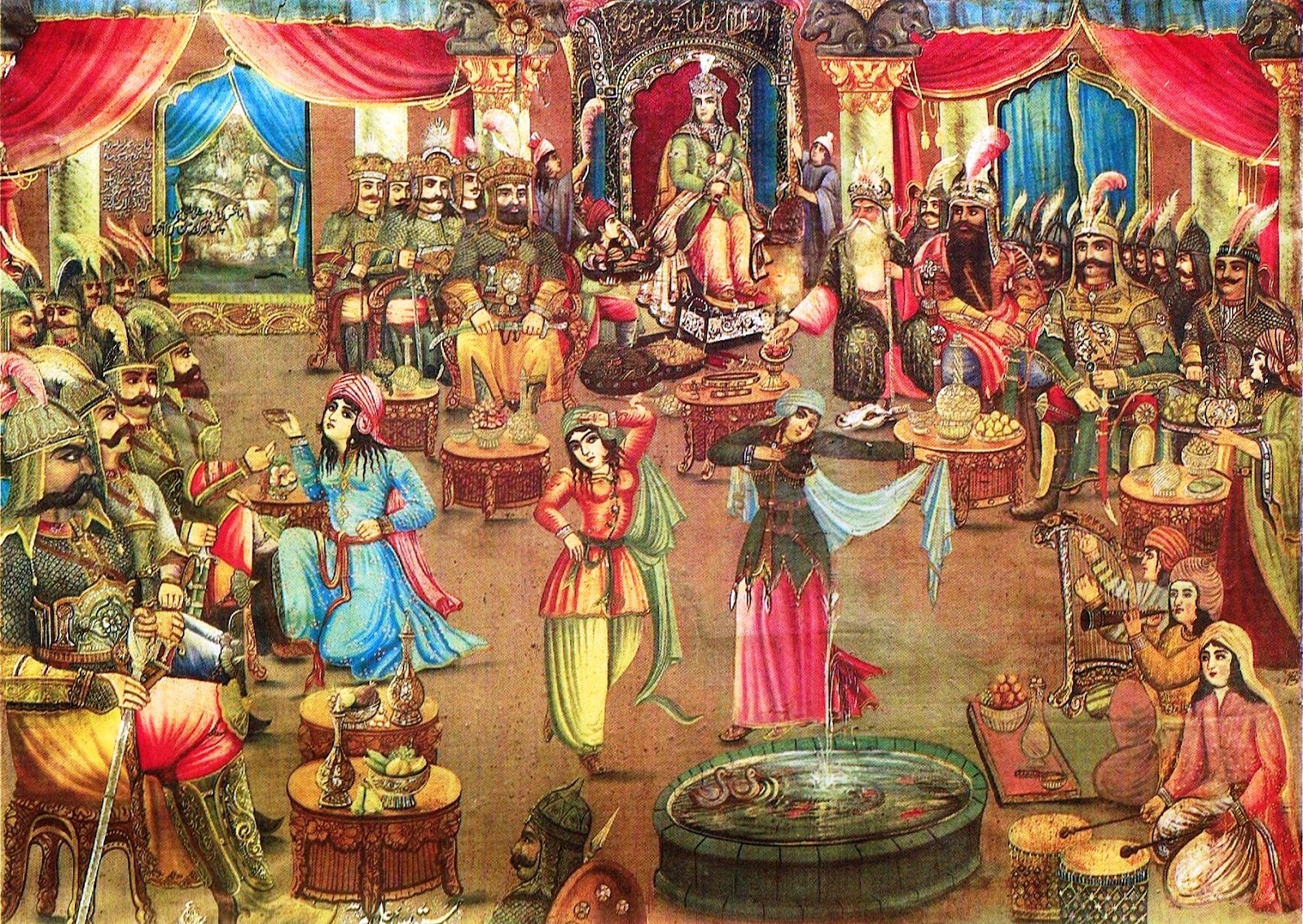
12の戦いの勝利
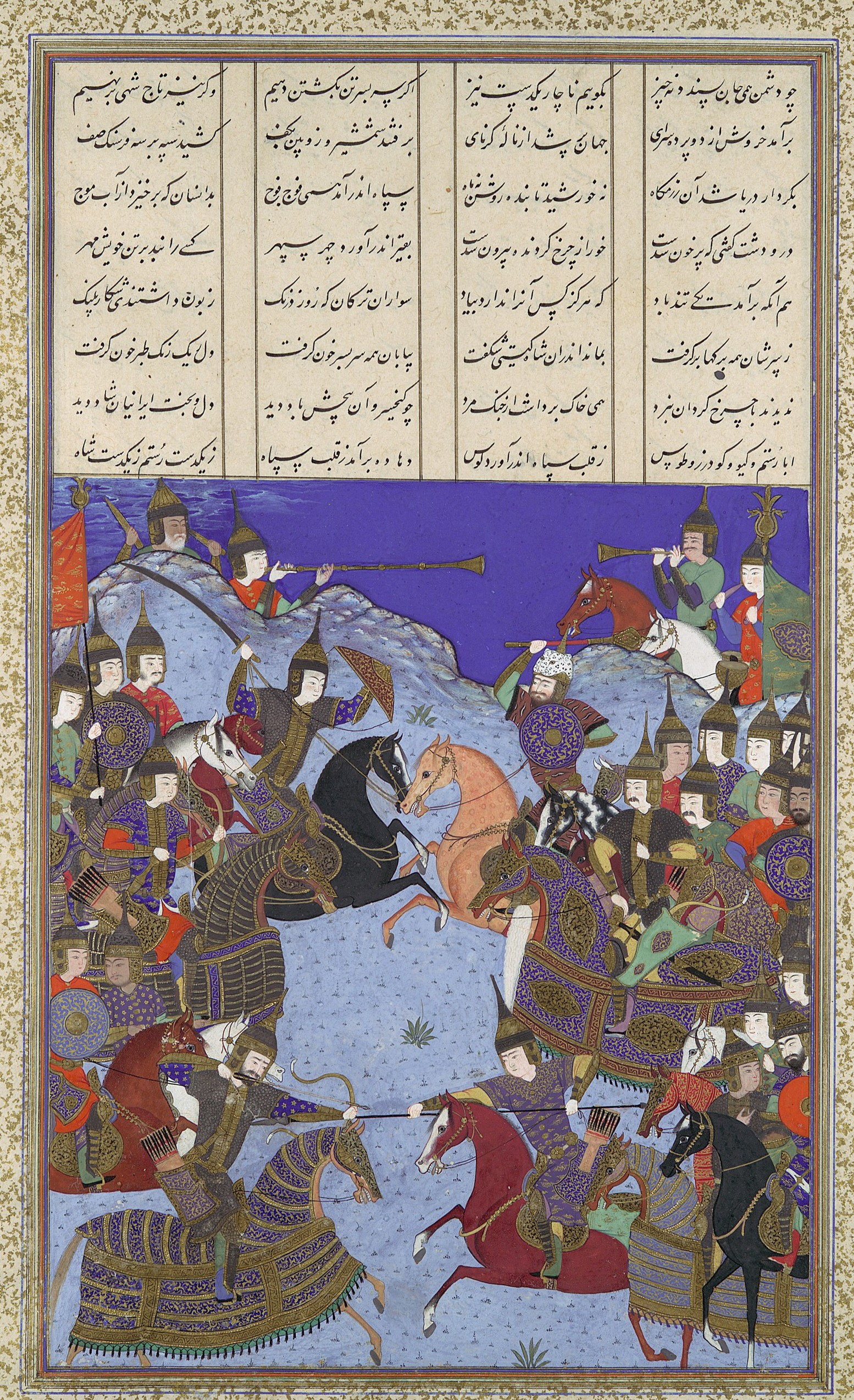
カイ・ホスローとアフラースィヤーブ
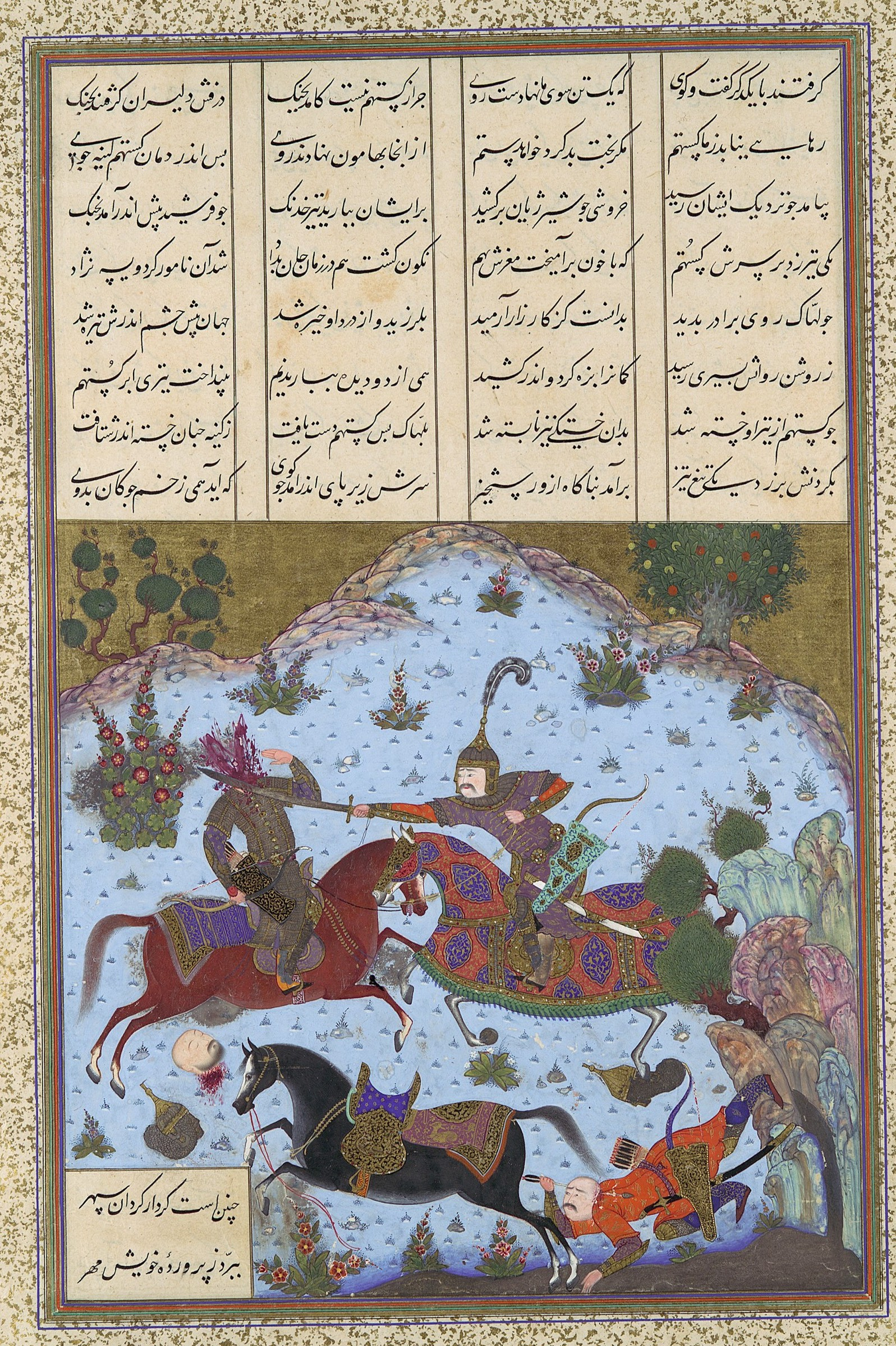
ラッハクとファルシャド
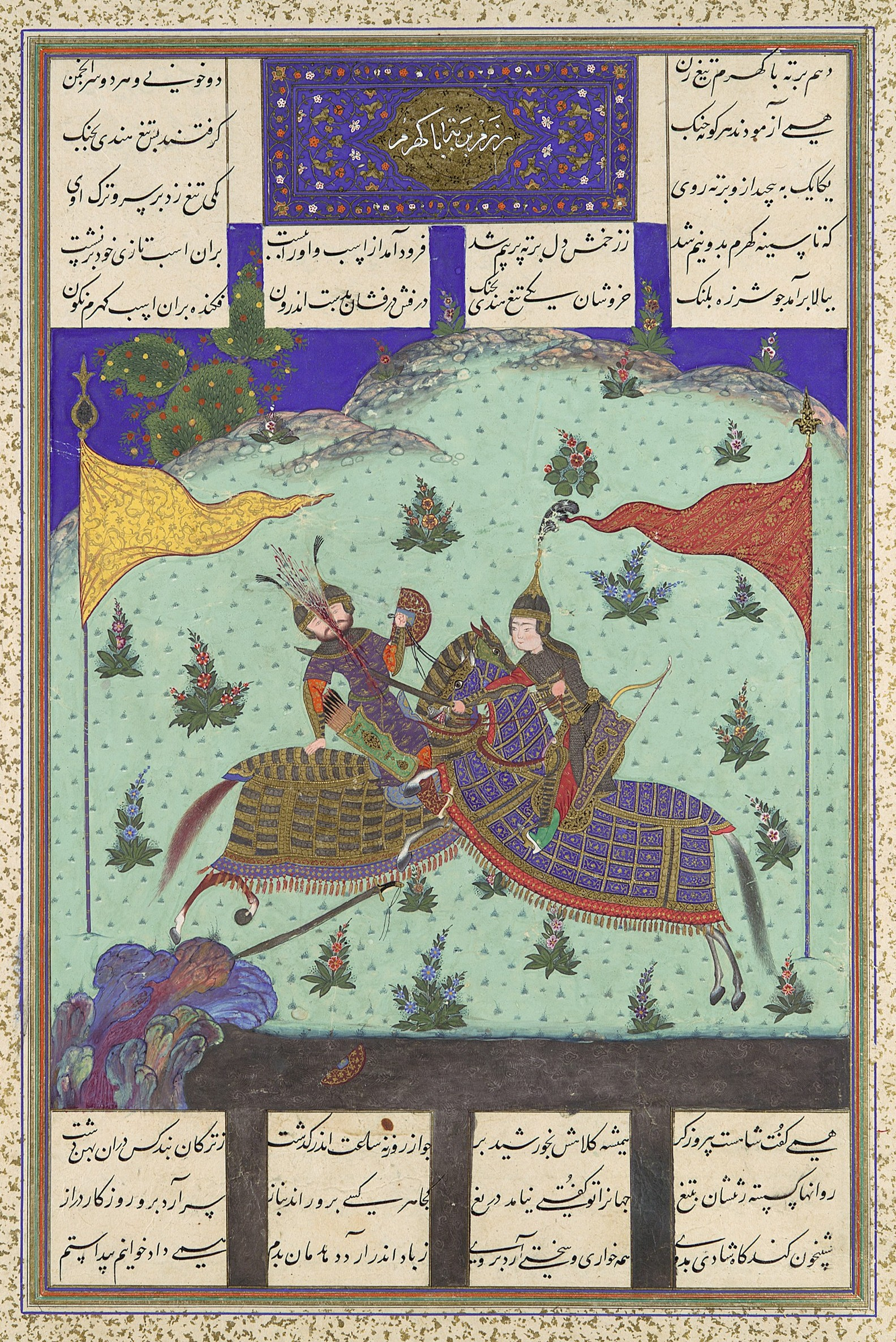
バルタ対コフラム
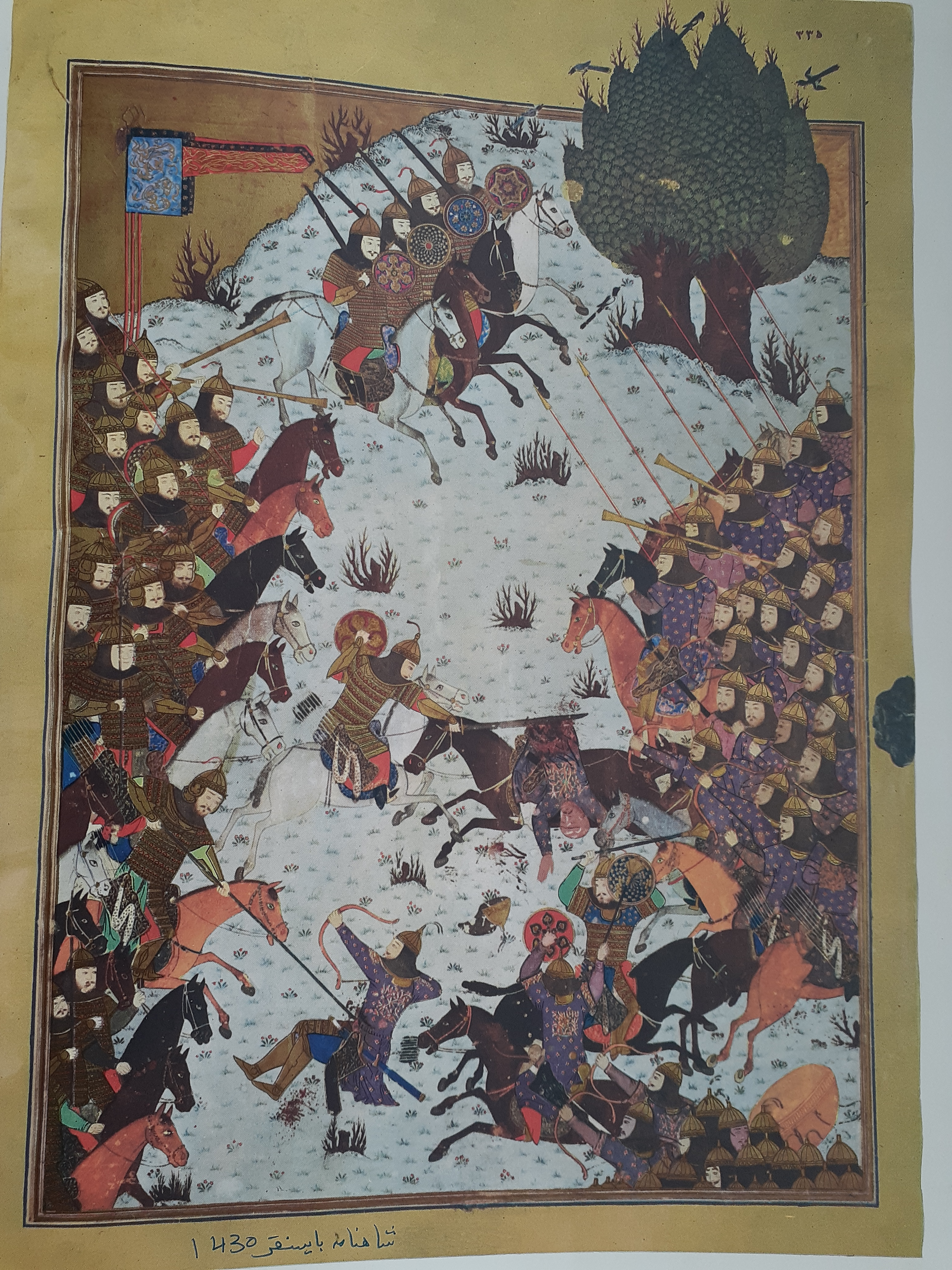
12の戦いを描いた細密画